# Hamburg (Schiff, 1904)
Die Hamburg war ein Kleiner Kreuzer der Bremen-Klasse der Kaiserlichen und später Reichsmarine.

## Geschichte

### Vorkriegszeit
Der Kreuzer wurde ab 1902 auf der Werft AG Vulcan in Stettin gebaut. Er lief am 25. Juli 1903 vom Stapel und wurde am 8. März 1904 für die Kaiserliche Marine als erster Kreuzer der Bremen-Klasse in Dienst gestellt, weshalb die Klasse auch gelegentlich als Hamburg-Klasse bezeichnet wird. Im Juni 1904 war die Hamburg Begleitschiff der kaiserlichen Yacht Hohenzollern bei deren Nordlandreise. Während der Herbstmanöver im selben Jahr ersetzte sie im Verband der Aufklärungsschiffe den Kleinen Kreuzer Niobe. 1905 war die Hamburg wiederum das Begleitschiff der Hohenzollern. Danach wurden mehrere Vergleichsfahrten mit der Lübeck, dem ersten Turbinenkreuzer der Kaiserlichen Marine, durchgeführt.
Im Februar 1908 unternahm die Hamburg mit dem Verband der Aufklärungsschiffe eine Atlantikreise. Im Mai, beim Kaiserbesuch in Venedig und auf der Insel Korfu, war sie wieder Begleitschiff der kaiserlichen Yacht Hohenzollern. Im folgenden Jahr machte sie die gleichen Fahrten. Als in Anatolien Unruhen ausbrachen, lief die Hamburg am 21. April 1909 von Korfu an die türkische Küste. Dort setzte sie ein Landungskorps ab. Am 28. Mai 1909 lief die Hamburg wieder in Kiel ein. Es folgte normaler Flottendienst, bis das Schiff am 15. September 1909 außer Dienst gestellt und in die Flottenreserve überführt wurde.
Am 2. Juli 1912 wurde die Hamburg unter dem Korvettenkapitän Otto Feldmann wieder in Dienst gestellt und ab dem 6. August 1912 der U-Bootflottille als Führerschiff zugeteilt. Am 1. Juli 1914 stellte man eine zweite U-Bootflottille auf, und die Hamburg wurde Führerschiff der I. Flottille, die ihren Stützpunkt auf Helgoland hatte.

### Erster Weltkrieg
Mit Beginn des Ersten Weltkriegs kam die Hamburg zur Hochseeflotte und nahm im Verband der IV. Aufklärungsgruppe an mehreren Vorstößen in die Nordsee teil. Dabei kam es vereinzelt zu Gefechtsberührungen (z. B. mit dem britischen Zerstörer Lynx). Am 21. Mai 1915 rammte die Hamburg auf der Weser das Torpedoboot S 21 und zerschnitt es in zwei Teile.
1916 unternahm die IV. Aufklärungsgruppe Vorstöße ins Skagerrak. Während des Rückmarsches von der Skagerrakschlacht in der Nacht vom 31. Mai zum 1. Juni 1916 kam es zu einem Gefecht mit britischen Zerstörern. Die Hamburg erhielt dabei zwei Treffer und hatte 14 Gefallene und 25 Verwundete zu beklagen. Erst am 26. Juli 1916 war das Schiff wieder einsatzklar.
1917 wurde die Hamburg wegen ihrer mangelnden Fronttauglichkeit Wohnschiff des Befehlshabers der U-Boote in Wilhelmshaven. Nach Kriegsende musste das veraltete Schiff nicht ausgeliefert werden. Es wurde 1919 außer Dienst gestellt.

### Reichsmarine
Am 7. September 1920 wurde der Kleine Kreuzer von der Reichsmarine erneut in Dienst gestellt. Er wurde Flaggschiff des Befehlshabers der Sicherung Nordsee. Im Juli 1921 begleitete das Schiff einen Minenräumverband ins nördliche Eismeer, um dort, nach den Auflagen der Siegermächte, Minen zu räumen, die der Hilfskreuzer Meteor im Ersten Weltkrieg gelegt hatte. Vom 15. Oktober 1923 bis zum 1. April 1925 war die Hamburg Flaggschiff des Oberbefehlshabers der Seestreitkräfte. Anschließend wurde sie als Schulkreuzer der Bildungsinspektion der Marine unterstellt. Am 23. Oktober 1923 lief der Kreuzer in der Begleitung der Torpedoboote T 151 und T 157 aufgrund des Hamburger Aufstands der KPD in den Hamburger Hafen ein. Während die beiden Torpedoboote nach Harburg detachiert wurden, setzte der Kreuzer ein Landungskorps an Land, das die Ordnungspolizei Hamburg bei der Sicherung der Hafenanlagen unterstützte.
Am 14. Februar 1926 lief die Hamburg unter Führung des Kapitäns Otto Groos zu einer Weltreise aus. Diese führte nach Westindien, Mittelamerika, durch den Panamakanal zur Westküste Nordamerikas, weiter nach Hawaii, Japan, zu den Philippinen, nach Indonesien und schließlich durch den Sueskanal und das Mittelmeer wieder nach Hause. Am 20. März 1927 traf die Hamburg wieder in Wilhelmshaven ein. Dort wurde das Schiff am 30. Juni 1927 endgültig außer Dienst gestellt. Sie blieb in der Reserve und wurde am 24. Februar 1931 aus der Liste der Kriegsschiffe gestrichen. Ab 1936 diente sie der Kriegsmarine als Wohnschiff in Kiel. Bei einem Bombenangriff im Jahr 1944 sank das Schiff im Hamburger Hafen. 1949 wurde es wieder gehoben und 1956 schließlich abgewrackt.

## Kommandanten
8. März 1904 bis 15. September 1909
- Korvettenkapitän/Fregattenkapitän Carl Schaumann: von der Indienststellung bis September 1906
- Fregattenkapitän Oskar von Platen-Hallermund: von September 1906 bis September 1907
- Korvettenkapitän/Fregattenkapitän/Kapitän zur See Ernst Ritter von Mann Edler von Tiechler: von Oktober 1907 bis September 1909

2. Juli 1912 bis 3. Januar 1919
- Korvettenkapitän Otto Feldmann: von Juli 1912 bis September 1913
- Korvettenkapitän Franz Halm: von September 1913 bis November 1913
- Korvettenkapitän Hermann Bauer: von November 1913 bis März 1914
- Kapitänleutnant Rudolf von dem Hagen: März/April 1914 in Vertretung
- Korvettenkapitän/Fregattenkapitän Gerhard von Gaudecker: von April 1914 bis März 1917
- Korvettenkapitän Friedrich Lützow: von März 1917 bis Mai 1918, zugleich Erster Admiralstabsoffizier beim Befehlshaber der U-Boote
- Korvettenkapitän Karl Hinsch: von Mai 1918 bis Januar 1919

Februar 1919 bis 16. August 1919 reduzierte Besatzung
- Offiziere aus dem Stab des Befehlshabers der Torpedoboote (Korvettenkapitän Paul Cleve, Korvettenkapitän Walter Hoffert, Kapitänleutnant Oskar von der Lühe): von Februar 1919 bis Juli 1919
- Kapitänleutnant Hermann Mootz: Juli/August 1919

7. September 1920 bis 30. Juli 1927
- Fregattenkapitän/Kapitän zur See Bernhard Bobsien: von September 1920 bis September 1922
- Fregattenkapitän/Kapitän zur See Erich Heyden: von September 1922 bis September 1924
- Kapitän zur See Friedrich Lützow: von September 1924 bis Mai 1925
- Kapitän zur See Ernst Junkermann: von Mai 1925 bis Juli 1925
- Kapitän zur See Paul Wülfing von Ditten: von Juli 1925 bis September 1925
- Korvettenkapitän Hermann Densch: von September 1925 bis Januar 1926 in Vertretung
- Fregattenkapitän/Kapitän zur See Otto Groos: von Januar 1926 bis Juni 1927

## Bekannte Besatzungsangehörige
- Horst Biesterfeld (1906–1969), war als Flottillenadmiral der Bundesmarine Unterabteilungsleiter der Stabsabteilung FüB VI im Bundesministerium für Verteidigung
- Max-Eckart Wolff (1902–1988), war von 1957 bis 1963 als Flottillenadmiral Kommandeur im Kommando der Flottenbasis